# Isonandra stocksii
Isonandra stocksii är en tvåhjärtbladig växtart som beskrevs av Charles Baron Clarke. Isonandra stocksii ingår i släktet Isonandra och familjen Sapotaceae. IUCN kategoriserar arten globalt som starkt hotad. Inga underarter finns listade i Catalogue of Life.